# Le Théâtre de Bouvard
Ne doit pas être confondu avec Le Petit Théâtre d'Antenne 2.
Pour les articles homonymes, voir Bouvard.
Le Théâtre de Bouvard, parfois appelé à tort Le Petit Théâtre de Bouvard, est une émission de télévision française diffusée sur Antenne 2 du 13 septembre 1982 au 26 juin 1985 sur Antenne 2, puis renommée Le Nouveau Théâtre de Bouvard du 8 septembre 1986 au 28 août 1987.

## Histoire
Lancé sur Antenne 2 le 13 septembre 1982, le Théâtre de Bouvard est plutôt au début une discussion de comptoir entre Philippe Bouvard et quelques transfuges des Grosses Têtes. L'émission est diffusée en semaine tous les jours vers 19 h 45 et dure environ 15 minutes. L'objectif étant de servir en termes d'audience, de locomotive au journal de 20 heures.
Le format évolue au bout de deux mois vers la formule qui fera son succès : une succession de sketches loufoques joués par une multitude de jeunes comédiens prometteurs. Les cinq émissions de la semaine sont enregistrées à la suite, en public, avec un invité célèbre, par exemple Darry Cowl, Luis Rego, Thierry Le Luron, Georges Bernier, qui fait office de parrain et qui tire « au hasard » dans un panier d'osier, en alternance avec Bouvard, les sujets des sketches. Parfois, mais rarement, l'invité se mêle à la troupe.
L'émission est enregistrée selon les saisons au Studio Gabriel ou au salon Vendôme de l'hôtel George-V.
Le succès d'audience est énorme les deux premières années.
En raison de la concurrence de TF1 avec Cocoricocoboy en 1984 puis Les Bargeot en 1985, la formule du Théâtre de Bouvard s'essouffle et l'émission finit par être remplacée par le Petit Bouvard illustré (d'après le titre de son livre qu'il venait de faire paraître) du 17 mars 1986 au 3 juillet 1986 (des sketches ayant pour cadre la salle de rédaction d'un journal où Philippe Bouvard a le rôle du rédacteur en chef). Enfin, retour aux fondamentaux avec Le nouveau théâtre de Bouvard du 8 septembre 1986 au 28 août 1987.
Le concept sera repris sur La Cinq avec Bouvard et compagnie à  compter de 1989.
En 1993, TF1 lance un divertissement au concept proche, Le Pied à l'étrier, arrêté faute d'audience.
Le Théâtre de Bouvard a lancé un nombre important de comédiens et d'humoristes, dont plus de 32 artistes sont devenus de grandes vedettes (voir liste ci-après).

## Comédiens
Recrutés sur audition, une centaine de jeunes comédiens dont plusieurs deviendront célèbres, sont passés — et parfois restés — sur la scène du petit café-théâtre d'Antenne 2, on retient notamment :
- Didier Bourdon, Pascal Légitimus et Bernard Campan, futur trio des Inconnus,
- Gustave Parking
- Michèle Bernier, Isabelle de Botton et Mimie Mathy, réunies quelques années dans le trio Les Filles,
- Philippe Chevallier, Régis Laspalès, devenus plus tard Chevallier et Laspalès,
- Smaïn, associé au début avec les quatre des Inconnus, et nommés alors Les Cinq,
- Muriel Robin,
- Chantal Ladesou,
- Bruno Gaccio, futur auteur des Guignols de l'Info,
- Jean-François Dérec,
- Michel Lagueyrie,
- Seymour Brussel, a fait partie des Inconnus jusqu'en 1988,
- Marcel Philippot,
- Jean-François Pastout
- Laurent Gamelon
- Annie Grégorio,
- Serge Llado
- Claudine Barjol,
- Didier Bénureau,
- Jean-Marie Bigard,
- Jean-Jacques Peroni,
- Dominique de Lacoste, Nicole Avezard (les futures deux Les Vamps)
- Richard Taxy
- Tex, il n'est venu que deux fois en 1984
- Thierry Liagre, Alain Bernard, Catherine Blanchard, Yvan Burger, Bruno Chapelle, Michel Crémadès, Pauline Daumale, Catherine Depont, Christian Jolibois, Jacqueline Jolivet, Marcel Lapin, Jean Martiny, Jean-Carol Larrivé, Lime, Caroline Masiulis, Mathieu, Patrice Melennec, Blandine Métayer, Myriam Roustan, Catherine Rouzeau, Tchee, Martyne Visciano Jean-Jacques de Launay,
- Fabrice Luchini pour un seul sketch[7],[8] avec Isabelle de Botton.
- Laurent Baffie a participé à l'émission comme auteur de sketches sur la 5 en 1988 et 1989.
- Jean-Noël Gou a été un auteur discret mais efficace de très nombreux sketches dès le début de l'aventure du Théâtre de Bouvard. Ensuite pour d'autres émissions de Bouvard sur la 5, puis pour "La Classe" sur FR3 et a écrit de très célèbres sketches notamment pour Jean-Marie Bigard, dont les fameuses "expressions". Il est mort le 12 novembre 2013.

La troupe avait aussi une vie sur les vraies planches, car de nombreuses représentations ont été organisées en parallèle dans des théâtres parisiens ou en tournée.

## DVD
- Le Théâtre de Bouvard : Saison 1 en double DVD sortie le 9 septembre 2004 chez TF1 VIDEO
- Le Théâtre de Bouvard : Saison 2 en double DVD sortie le 6 novembre 2012 chez TF1 VIDEO